# Pradelles, Haute-Loire

Pradelles este o comună în departamentul Haute-Loire, Franța. În 2009 avea o populație de 617 de locuitori.